# Agemono
Agemono (揚物) désigne un type de cuisson utilisant la friture et, par extension, les plats qui sont réalisés en utilisant celui-ci dans la cuisine japonaise. Le suffixe age, signifiant « frit », est souvent utilisé pour former les noms de plats frits (agedashi tofu) ou un type de cuisson par friture (karaage par exemple).
On distingue trois grands types de cuisson agemono : 
- suage : les ingrédients sont frits sans être enrobés d'une quelconque pâte ;
- karaage : les ingrédients sont trempés dans une pâte à beignet à base de farine de blé ou de pomme de terre et éventuellement d'œuf. Dans une version appelée tatsutaage, les ingrédients sont préalablement marinés et la marinade peut faire partie de la base de la pâte à beignet ;
- tenpura : les ingrédients sont trempés dans une pâte à beignet à base de farine, de jaune d'œuf et d'eau glacée.

Il existe un autre et quatrième type de cuisson en friture mais qui n'en est pas moins populaire au Japon : katsu. Les ingrédients sont panés à l'anglaise (voir panure à l'anglaise) avec de la chapelure de pain.